# Cristina Bucșa
Cristina Bucșa (* 1. Januar 1998 in Chișinău) ist eine Tennisspielerin, die bis 2015 für die Republik Moldau und seitdem für Spanien startet.

## Karriere
Bucșa begann mit fünf Jahren das Tennisspielen und bevorzugt Hartplätze. Sie spielt hauptsächlich auf Turnieren der ITF Women’s World Tennis Tour, bei der sie bereits vier Einzel- und neun Doppeltitel gewinnen konnte.
Ihr erstes Profiturnier bestritt sie im März 2013 in Madrid. Ihr erstes Finale erreichte sie im Februar 2015 in Palmanova, wo sie sich von der Qualifikation bis ins Finale spielte und erst dort Amanda Carreras mit 5:7 und 0:6 unterlag. Ein weiteres Finale erreichte sie im September 2016 in Madrid, wo sie nur knapp in drei Sätzen Nuria Párrizas Díaz unterlag.

## Turniersiege

### Einzel
| Nr. | Datum             | Turnier         | Kategorie      | Belag             | Finalgegnerin     | Ergebnis         |
| --- | ----------------- | --------------- | -------------- | ----------------- | ----------------- | ---------------- |
| 1.  | 28. Mai 2017      | Santarém        | ITF $15.000    | Hartplatz         | Walerija Sawinych | 6:4, 6:4         |
| 2.  | 29. Juli 2018     | Porto           | ITF $25.000    | Sand              | Jil Teichmann     | 7:64, 6:1        |
| 3.  | 28. Juli 2019     | Vitoria-Gasteiz | ITF W25        | Hartplatz         | Shalimar Talbi    | 6:0, 6:4         |
| 4.  | 3. November 2019  | Nantes          | ITF W60        | Hartplatz (Halle) | Tamara Korpatsch  | 6:2, 6:711, 7:66 |
| 5.  | 17. Dezember 2023 | Limoges         | WTA Challenger | Hartplatz (Halle) | Elsa Jacquemot    | 6:1, 6:2         |

### Doppel
| Nr. | Datum              | Turnier          | Kategorie      | Belag             | Partnerin                      | Finalgegnerinnen                         | Ergebnis          |
| --- | ------------------ | ---------------- | -------------- | ----------------- | ------------------------------ | ---------------------------------------- | ----------------- |
| 1.  | 25. November 2017  | Valencia         | ITF $25.000    | Sand              | Jana Sisikowa                  | Andrea Gámiz Georgina García Pérez       | 7:61, 7:65        |
| 2.  | 11. Mai 2018       | Monzón           | ITF $25.000    | Hartplatz         | Jana Sisikowa                  | Sarah Beth Grey Olivia Nicholls          | 6:2, 5:7, [10:8]  |
| 3.  | 23. September 2018 | Saint-Malo       | ITF $60.000    | Sand              | María Fernanda Herazo Gonzales | Alexandra Cadanțu Diāna Marcinkēviča     | 4:6, 6:1, [10:8]  |
| 4.  | 23. November 2018  | Nules            | ITF $15.000    | Sand              | Claudia Hoste Ferrer           | Marina Bassols Ribera Júlia Payola       | 7:63, 6:3         |
| 5.  | 23. Februar 2019   | Altenkirchen     | ITF W25        | Teppich (Halle)   | Rosalie van der Hoek           | Marie Benoît Katarzyna Piter             | 5:7, 6:3, [12:10] |
| 6.  | 7. April 2019      | Óbidos           | ITF W25        | Teppich           | Georgina García Pérez          | Sopia Schapatawa Emily Webley-Smith      | 7:5, 7:5          |
| 7.  | 27. April 2019     | Chiasso          | ITF W25        | Sand              | Marta Kostjuk                  | Sharon Fichman Jaimee Fourlis            | 6:1, 3:6, [10:7]  |
| 8.  | 26. März 2022      | Le Havre         | ITF W25        | Sand (Halle)      | Georgina García Pérez          | Diāna Marcinkēviča Chiara Scholl         | 6:4, 6:3          |
| 9.  | 25. November 2022  | Valencia         | ITF W80+H      | Sand              | Ylena In-Albon                 | Irina Chromatschowa Iryna Schymanowitsch | 6:3, 6:2          |
| 10. | 4. Dezember 2022   | Andorra la Vella | WTA Challenger | Hartplatz (Halle) | Weronika Falkowska             | Angelina Gabujewa Anastassija Sacharowa  | 7:64, 6:1         |
| 11. | 5. Februar 2023    | Lyon             | WTA 250        | Hartplatz (Halle) | Bibiane Schoofs                | Olga Danilović Alexandra Panowa          | 7:65, 6:3         |
| 12. | 16. Juli 2023      | Contrexéville    | WTA Challenger | Sand              | Rosalie van der Hoek           | Amina Anschba Anastasia Dețiuc           | 4:6, 6:3, [10:7]  |
| 13. | 10. Dezember 2023  | Angers           | WTA Challenger | Hartplatz (Halle) | Monica Niculescu               | Anna Danilina Alexandra Panowa           | 6:1, 6:3          |
| 14. | 17. Dezember 2023  | Limoges          | WTA Challenger | Hartplatz (Halle) | Jana Sisikowa                  | Oksana Kalaschnikowa Maia Lumsden        | 6:4, 6:1          |
| 15. | 7. April 2024      | Bogotá           | WTA 250        | Sand              | Kamilla Rachimowa              | Anna Bondár Irina Chromatschowa          | 7:65, 3:6, [10:8] |
| 16. | 5. Mai 2024        | Madrid           | WTA 1000       | Sand              | Sara Sorribes Tormo            | Barbora Krejčíková Laura Siegemund       | 6:0, 6:2          |
| 17. | 25. Mai 2024       | Straßburg        | WTA 500        | Sand              | Monica Niculescu               | Asia Muhammad Aldila Sutjiadi            | 3:6, 6:4, [10:6]  |
| 18. | 24. August 2024    | Cleveland        | WTA 250        | Hartplatz         | Xu Yifan                       | Shūko Aoyama Eri Hozumi                  | 3:6, 6:3, [10:6]  |
| 19. | 5. April 2025      | Bogotá           | WTA 250        | Sand              | Sara Sorribes Tormo            | Irina Bara Laura Pigossi                 | 5:7, 6:2, [10:5]  |
| 20. | 7. Juni 2025       | Birmingham       | WTA Challenger | Rasen             | Destanee Aiava                 | Alicia Barnett Elixane Lechemia          | 6:4, 6:2          |

## Abschneiden bei Grand-Slam-Turnieren

### Einzel
| Turnier         | 2019 | 2020 | 2021 | 2022 | 2023 | 2024 | 2025 | Karriere |
| --------------- | ---- | ---- | ---- | ---- | ---- | ---- | ---- | -------- |
| Australian Open | —    | Q1   | Q1   | 1    | 3    | 1    | 2    | 3        |
| French Open     | —    | Q1   | Q1   | 1    | 1    | 2    | 1    | 2        |
| Wimbledon       | Q2   |      | Q3   | Q2   | 2    | 2    | 3    | 3        |
| US Open         | Q1   | —    | 1    | 2    | 1    | 1    |      | 2        |

Zeichenerklärung: S = Turniersieg; F, HF, VF, AF = Einzug ins Finale / Halbfinale / Viertelfinale / Achtelfinale; 1, 2, 3 = Ausscheiden in der 1. / 2. / 3. Hauptrunde; Q1, Q2, Q3 = Ausscheiden in der 1. / 2. / 3. Qualifikationsrunde; nicht ausgetragen

### Doppel
| Turnier         | 2023 | 2024 | 2025 | Karriere |
| --------------- | ---- | ---- | ---- | -------- |
| Australian Open | 2    | VF   | 1    | VF       |
| French Open     | 1    | AF   | 1    | AF       |
| Wimbledon       | 1    | 2    | 1    | 2        |
| US Open         | 2    | 1    |      | 2        |